# A Sétima Morada
A Sétima Morada ( em húngaro:  A hetedik szoba ) é um filme biográfico ítalo-húngaro de 1995 baseado na vida de Edith Stein. 

## Trama
Edith Stein cresceu em uma família judia devota por volta da virada do século em Breslau. Desde muito jovem interessou-se por filosofia, que mais tarde estudou em Göttingen e Freiburg. Quando Edith se converteu à fé católica, a maior parte do contato com sua família foi interrompida. Na década de 1920, Edith Stein trabalhou como professora na escola para meninas St. Magdalena em Speyer.
Depois que a ascensão dos nazistas e o início da perseguição aos judeus puseram fim às suas atividades docentes, Edith ingressou no convento da ordem das Carmelitas Descalças em Colônia-Lindenthal em 1933, onde adotou o nome de Irmã Teresia Benedicta a Cruce. Foi difícil para ela se acostumar, mas como freira encontrou sua realização pessoal. Pouco antes da eclosão da Segunda Guerra Mundial, ela foi enviada para um convento na Holanda. Quando a perseguição aos nazistas aumentou, Edith foi deportada para Auschwitz e assassinada na câmara de gás em 1942.
- Maia Morgenstern - Edith Stein
- Jan Nowicki - Franz Heller
- Anna Polony - Irmã Giuseppa
- Elide Melli - Rosa
- Giovanni Capalbo - Paulo
- Adriana Asti - Augusta
- Jerzy Radziwiłowicz - Hans
- Cintia Lodetti
- Nella Ammendola
- Zsuzsa Czinkóczi - Dora
- Ryszard Lukowski - Jakob
- Jerzy Bińczycki
- Teresa Budzisz-Krzyżanowska
- Fanny Ardant